# Melissa Mollen Dupuis
Melissa Mollen Dupuis, originaire de Mingan sur la Côte-Nord au Québec, est une réalisatrice, une animatrice de radio et militante pour les droits des autochtones. Elle est d'origine innue et elle a grandi à Mingan (ou Ekuanitshit) sur la Côte-Nord. Elle est une figure connue de la lutte autochtone au Québec. Elle anime l'émission "Kuei! Kwe!" sur Radio-Canada Première depuis 2021.

## Mouvement Idle No More
Elle est notamment connue comme la co-initiatrice, avec Widia Larivière, de la section québécoise du mouvement Idle No More. Elles deviendront toutes deux les porte-paroles de ce mouvement au Québec,,.

## Autres implications
Elle agit comme animatrice au sein du regroupement Montréal autochtone et au Jardin des Premières Nations de Montréal. En 2014, elle est nommée présidente de Wapikoni Mobile, un organisme voué au cinéma autochtone.

## Publication
En 2023, Mélissa Mollen-Dupuis s’associe à l’illustratrice Élise Gravel pour la publication de Nutshimit : Un bain de forêt, un ouvrage documentaire destiné aux lecteurs de tous âges. Ce livre invite à explorer le Nutshimit, un concept innu qui désigne le territoire naturel où sont pratiquées les activités traditionnelles des Premières Nations. Rédigé à la première personne, le récit de Mélissa Mollen-Dupuis mêle légendes autochtones et expériences personnelles, tout en offrant un aperçu vivant de la vie en forêt. Les illustrations ludiques et colorées d’Élise Gravel enrichissent le texte, rendant cette aventure accessible aux petits et grands. À travers les descriptions du territoire, des coutumes, et des activités traditionnelles telles que la préparation du pashimeu (pâté de bleuets) ou la cuisson de la bannique, le livre plonge le lecteur au cœur de la culture innue. Nutshimit introduit également des mots de la langue innue, permettant une immersion encore plus profonde dans cet univers forestier.

## Courts métrages
Melissa Mollen Dupuis réalise plusieurs courts-métrages qui visent à faire connaître certaines réalités autochtones.
- 2012 : Réalisatrice du court métrage ; « O »[9]
- 2012 : Réalisatrice du court métrage ; « Femmes autochtones disparues et assassinées »[10]
- 2013 : Réalisatrice du court métrage ; « Nanapush et la Tortue »[11]
- 2015 : Réalisatrice du court métrage ; « Nitanish – À ma fille »[12]
- 2016 : Réalisatrice du court métrage ; « Respecter la roue »[13]

## Honneurs
- 2014 : Nommée comme l’une des six jeunes leaders des Premières Nations au Canada par le Programme international Visitor Leadership (IVLP) des États-Unis[14].
- 2015 : Lauréate d'un prix de la Commission des droits de la personne et des droits de la jeunesse, remis à l'occasion des 40 ans de la Charte québécoise des droits et libertés de la personne.
- 2015 : Lauréates du Top 20 des personnalités de la diversité de l’année par Médiamosaïque[15].
- 2017 : Prix Ambassadeur de la Conscience, le plus prestigieux des prix des droits de l'homme décerné par Amnesty International[8],[16],[17],[18].